# Botan (библиотека программ)
BOTAN (название происходит от японского наименования цветка пиона) — криптографическая библиотека C++ с разрешительной лицензией BSD.
Предлагает инструменты, необходимые для реализации целого ряда практических систем, таких как протокол TLS, сертификаты X.509, шифры AEAD, PKCS#11, аппаратная поддержка TPM, хеширование паролей и послеквантовые криптограммы. Развитие координируется на сайте GitHub. Текущая версия 2.8.0 (sig) выпущена 1 октября 2018 года. Все выпуски подписываются с помощью ключа PGP. Для их получения необходима регистрация на сайте GitHub.